# Порошин, Михаил Агафонович
Михаи́л Агафо́нович Поро́шин (укр. Михайло Агафонович Порошин; род. 29 мая 1950, Александрия, Кировоградская область) — советский футболист, игравший на позицях защитника и полузащитника

## Биография
Родился в Кировоградской области. Футболом начал заниматься в александрийской школе № 17, а позднее в местной спортшколе. Первый тренер — Л. Монжос. Играл в юношеской команде александрийского «Шахтёра», после чего призван в армию. Воинскую службу проходил в войсках ПВО, на Камчатке, во время службы выступал за команду Дальневосточного военного округа. После демобилизации вернулся на родину, выступал за александрийский «Шахтёр» в соревнованиях коллективов физкультуры, закончил индустриальный техникум
В 1973 году тренер кировоградской «Звезды» Виктор Жилин пригласил Порошина в команду из областного центра. В Кировограде молодой центральный защитник практически сразу стал игроком основы. В составе «Звезды» Порошин выступал до 1981 года, всего за команду провёл более 300 официальных поединков, дважды становился обладателем Кубка УССР. В 1982 году перешёл в черкасский «Днепр», цвета которого защищал в течение двух сезонов, после чего завершил выступления на профессиональном уровне. В дальнейшем некоторое время играл за любительский клуб «Радист» из Кировограда.
Окончил факультет физвоспитания Кировоградского педагогического института. Работал учителем физкультуры в кировоградской школе № 18. Среди бывших учеников — Анатолий Маткевич, Андрей Русол, Евгений Коноплянка.

## Достижения
- Обладатель Кубка УССР (2): 1973, 1975

## Семья
Сын — Андрей Порошин — также стал профессиональным футболистом. Выступал в чемпионатах Украины, Молдавии, Грузии, России и Латвии.